# Al-Riffa Sports Club
L'Al-Riffa Sports Club è una società calcistica bahreinita di Riffa.
Fondato nel 1953 come West Riffa Sports Club, nel 2011 assunse la denominazione attuale. Disputa le partite casalinghe allo stadio nazionale del Bahrein (24 000 posti).

## Palmarès

### Competizioni nazionali
- Campionato bahreinita: 14

1982, 1986, 1989, 1993, 1996, 1998, 2000, 2003, 2004, 2012, 2014, 2019, 2021, 2022
- Coppa del Re del Bahrein: 7

1973, 1985, 1986, 1998, 2010, 2019, 2021
- Coppa della Federazione calcistica del Bahrein: 3

2000, 2001, 2004
- Coppa del Principe della Corona del Bahrein: 4

2002, 2003, 2004, 2005
- Supercoppa di Bahrein: 2

2019, 2021

### Altri piazzamenti
- Campionato bahreinita:

Terzo posto: 1998-1999
- Coppa del Re del Bahrein:

Finalista: 1968, 1982, 1983, 2009, 2013
- Coppa dell'AFC:

Semifinalista: 2010

## Rosa attuale
| N. |                    | Ruolo | Calciatore           |
| -- | ------------------ | ----- | -------------------- |
| 1  | Bahrein (bandiera) | P     | Mahmood Mansour      |
| 2  | Bahrein (bandiera) | D     | Mohamed Husain       |
| 3  | Bahrein (bandiera) | D     | Abdulla Al-Marzooqi  |
| 4  | Bahrein (bandiera) | D     | Sultan Thani         |
| 5  | Bahrein (bandiera) | D     | Dawood Saad          |
| 6  | Bahrein (bandiera) | C     | Hassan Jameel        |
| 7  | Bahrein (bandiera) | C     | Hamad Rakea Al Anezi |
| 8  | Bahrein (bandiera) | D     | Nidhal Ismaeel       |
| 9  | Brasile (bandiera) | A     | Diego Carvalho       |
| 10 | Bahrein (bandiera) | C     | Husain Salman        |
| 11 | Bahrein (bandiera) | C     | Abdulla Abdo         |
| 12 | Serbia (bandiera)  | C     | Mladin Jovancic      |
| 13 | Bahrein (bandiera) | C     | Talal Yousef         |
| 14 | Bahrein (bandiera) | C     | Salman Isa           |
| 15 | Francia (bandiera) | C     | Sofian Kheyari       |
| 16 | Bahrein (bandiera) | A     | Fisal Bu-Dahoom      |

| N. |                       | Ruolo | Calciatore          |
| -- | --------------------- | ----- | ------------------- |
| 17 | Bahrein (bandiera)    | C     | Mohammed Abullwahab |
| 18 | Bahrein (bandiera)    | C     | Abdulla Mubarak     |
| 19 | Bahrein (bandiera)    | A     | Hasan Fareed        |
| 20 | Bahrein (bandiera)    | A     | Husain Isa          |
| 21 | Bahrein (bandiera)    | P     | Hamed Al-Doseri     |
| 22 | Bahrein (bandiera)    | D     | Mohammed Duaij      |
| 23 | Bahrein (bandiera)    | A     | Saad Al-Amer        |
| 24 | Bahrein (bandiera)    | C     | Ismaeel Mohammed    |
| 25 | Bahrein (bandiera)    | C     | Mohammed Saad       |
| 27 | Portogallo (bandiera) | C     | Jaime Bragança      |
| 28 | Bahrein (bandiera)    | D     | Ahmed Bu Bshait     |
| 29 | Bahrein (bandiera)    | P     | Sayed Sheber Alwai  |
| 30 | Bahrein (bandiera)    | A     | Abdulrahman Mubarak |
|    | Siria (bandiera)      | C     | Mahmoud Al Mawas    |
|    | Siria (bandiera)      | A     | Ahmad Al Douni      |